# Sebastián Saavedra
Sebastián Saavedra (Bogotá, 2 de junho de 1990) é um automobilista colombiano.

## Carreira

### Kart
Como a maioria dos pilotos, Saavedra iniciou a sua carreira no kart, e foi desta maneira que ele conquistou o título do Campeonato Mundial de Kart, se tornando o primeiro colombiano a fazê-lo.

### Fórmula BMW
Em 2005, passou aos monopostos, guiando na Fórmula BMW europeia, chegando em quarto lugar na etapa de Valência, e vencendo três provas (Lime Rock, Zhuhai e Shanghai), e seu desempenho fez com que ele passasse a competir na Fórmula BMW alemã, em 2006, tendo passagens pelas versões americana e asiática da categoria, tendo feito boas corridas nos circuitos onde passou.
Tudo isto fez com que Saavedra fosse eleito o Rookie do ano de 2007. Até 2008, ele correria mais dezoito provas nas versões alemã e austríaca da F-BMW, vencendo três, subindo 10 vezes ao pódio e angariando três poles-positions.

### Indy Lights
Depois de sua passagem na Fórmula BMW, Saavedra ingressou na Indy Lights, mais precisamente na Andretti Autosport, tendo como companheiro de equipe o norte-americano J. R. Hildebrand. Ambos disputaram o título da temporada de 2009, mas Hildebrand se consagraria como vencedor da temporada. Como consolo para Saavedra, mais um título de Rookie do ano.
Na temporada seguinte, fecha contrato com a Bryan Herta Autosport.

### IndyCar Series
Inscrito com o número 29 pela equipe do ex-piloto Bryan Herta, Saavedra penou para conquistar uma vaga nas 500 Milhas de Indianápolis. Chegou a sofrer um acidente nos treinos, mas conseguiu se recuperar e abraçou a trigésima-segunda posição no grid, atrás do veterano brasileiro Tony Kanaan, que, assim como Saavedra, lutou para conseguir uma posição na tradicional prova.
Mesmo tendo obtido a vaga com dificuldade, o colombiano se tornaria o primeiro piloto de seu país a largar nas 500 Milhas desde Juan Pablo Montoya, em 2000. Outro compatriota, Roberto Guerrero, tentaria uma vaga em 2001, mas não conseguiu chegar ao grid. A participação de Saavedra em Indy durou 159 voltas, quando bateu seu carro laranja no muro. Mesmo assim, logrou 12 pontos ao final da prova.
Antes do final da temporada, Sebastián rescindiu seu contrato com a Bryan Herta Autosport e assinou com a Conquest Racing, uma equipe também pequena, porém de nível um pouco superior, visando a sua estreia definitiva na IndyCar, no circuito oval de Homestead, onde chegou em décimo-sexto lugar (exatamente atrás de seu companheiro de equipe, o belga Bertrand Baguette), marcando 14 pontos.
Agradada com o desempenho do colombiano, a Conquest propôs um contrato definitivo com ele para a temporada de 2011, prontamente aceito por Saavedra, que passou a competir com o número 34 - ironicamente, o número usado por Baguette em 2010.
Entre 2012 e 2015, passou pelas equipes Andretti Autosport, Dragon, KV Racing e Chip Ganassi, pela qual disputou 5 provas. Em 2014, conquistou a única pole-position de sua carreira na Indy, no GP de Indianápolis, mas um acidente na largada encerrou prematuramente sua participação na corrida.
Após 1 ano sem competir na Indy, Saavedra assinou com a estreante equipe Juncos Racing apenas para disputar as 500 Milhas de Indianápolis de 2017, com o carro #17. Antes dele, Spencer Pigot foi escalado para representar a Juncos.